# Футболіст сезону в Україні
Футболіст сезону в Україні — нагорода найкращому гравцеві УПЛ. Від 2017 року її присуджує Українська прем'єр-ліга, до того — Професіональна футбольна ліга України, «Спортивна газета» та Держкомітет фізкультури та спорту України. За умовами конкурсу, при виборі лауреата не має значення громадянство.

## Опитування Держкомітету фізкультури та спорту

### 1992 (весна)
1. С. Шевченко («Таврія»)
2. І. Цимбалар («Чорноморець»)
3. А. Цвейба («Динамо»)
4. Ю. Гудименко («Таврія»)
5. С. Ребров («Шахтар»)
6. О. Лужний («Динамо»)
7. О. Помазун («Металіст»)
8. Ю. Никифоров («Чорноморець»)
9. С. Щербаков («Шахтар»)
10. В. Тищенко («Дніпро»)

## Опитування «Спортивної газети» з Держкомітетом фізкультури та спорту

### 1992/93
1. А. Полунін («Дніпро»)
2. В. Леоненко («Динамо»)
3. Д. Топчієв («Карпати» + «Динамо»)
4. А. Мущинка («Металург» З.)
5. О. Лужний («Динамо»)
6. С. Гусєв («Чорноморець»)
7. Ю. Сивуха («Металург» З.)
8. І. Ніченко («Кривбас»)
9. Ю. Максимов («Дніпро»)
10. В. Пушкуца («Металіст»)

### 1993/94
1. В. Леоненко («Динамо»)
2. Т. Гусейнов («Чорноморець»)
3. А. Полунін («Дніпро»)
4. В. Косовський («Нива» В.)
5. В. Воробйов («Кривбас»)
6. Д. Шутков («Шахтар»)
7. С. Коновалов («Дніпро»)
8. П. Шкапенко («Динамо»)
9. І. Жабченко («Чорноморець»)
10. С. Скаченко («Темп»)

### 1994/95
1. А. Полунін («Дніпро»)
2. С. Ковалець («Динамо» + «Дніпро»)
3. В. Леоненко («Динамо»)
4. О. Суслов («Чорноморець»)
5. С. Коновалов («Дніпро» + «Динамо»)
6. Ю. Дудник («Металург» З.)
7. А. Аваков («Торпедо»)
8. Г. Орбу («Шахтар»)
9. О. Антюхин («Таврія»)
10. І. Петров («Шахтар»)

### 1995/96
1. Т. Гусейнов («Чорноморець»)
2. А. Шевченко («Динамо»)
3. А. Полунін («Дніпро»)
4. В. Скрипник («Дніпро»)
5. О. Суслов («Чорноморець»)
6. О. Головко («Динамо»)
7. С. Беженар («Динамо»)
8. В. Кардаш («Чорноморець»)
9. Ю. Вернидуб («Торпедо»)
10. В. Шаран («Дніпро»)

## Опитування Професіональної футбольної ліги з Держкомітетом фізкультури та спорту

### 1996/97
1. Ю. Калитвинцев («Динамо»)
2. С. Ребров («Динамо»)
3. О. Матвеєв («Шахтар»)
4. А. Шевченко («Динамо»)
5. Г. Мороз («Дніпро»)
6. С. Чуйченко («Ворскла»)
7. Я. Кріпак («Металург» З.)
8. Е. Цихмейструк (ЦСКА)
9. В. Белькевич («Динамо»)
10. А. Федьков («Кремінь»)

### 1997/98
1. С. Ребров («Динамо»)
2. В. Ващук («Динамо»)
3. А. Шевченко («Динамо»)
4. О. Лужний («Динамо»)
5. А. Гусін («Динамо»)
6. В. Косовський («Динамо»)
7. К. Каладзе («Динамо»)
8. Ю. Калитвинцев («Динамо»)
9. Ю. Дмитрулін («Динамо»)
10. О. Головко («Динамо»)

### 1998/99
1. А. Шевченко («Динамо»)
2. С. Ребров («Динамо»)
3. О. Хацкевич («Динамо»)
4. В. Белькевич («Динамо»)
5. К. Каладзе («Динамо»)
6. О. Лавренцов («Кривбас»)
7. В. Полтавець («Металург» З.)
8. В. Ващук («Динамо»)
9. А. Кирлик («Металіст»)
10. О. Паляниця («Карпати»)

### 1999/00
1. В. Белькевич («Динамо»)
2. А. Гусін («Динамо»)
3. С. Ребров («Динамо»)
4. Г. Мороз («Кривбас»)
5. М. Шацьких («Динамо»)
6. Г. Зубов («Шахтар»)
7. І. Гецько («Карпати» + «Кривбас»)
8. С. Попов («Шахтар»)
9. К. Каладзе («Динамо»)
10. А. Воробей («Шахтар»)

### 2000/01
1. В. Белькевич («Динамо»)
2. Г. Зубов («Шахтар»)
3. А. Воробей («Шахтар»)
4. Ю. Вірт («Шахтар»)
5. О. Рикун («Металург» Мр.)
6. В. Геращенко («Дніпро»)
7. С. Ателькін («Шахтар»)
8. О. Мелащенко («Ворскла» + «Динамо»)
9. Д. Агахова («Шахтар»)
10. Ф. Чернат («Динамо»)

### 2001/02
1. В. Белькевич («Динамо»)
2. А. Тимощук («Шахтар»)
3. А. Ндіайє («Шахтар»)
4. С. Шищенко («Металург» Д.)
5. Г. Зубов («Шахтар»)
6. А. Демченко («Металург» З.)
7. Д. Флоря («Шахтар»)
8. М. Медін («Дніпро»)
9. М. Старостяк («Шахтар»)
10. В. Рева («Динамо»)

### 2002/03
1. В. Белькевич («Динамо»)
2. О. Венглинський («Дніпро»)
3. М. Шацьких («Динамо»)
4. Г. Гавранчич («Динамо»)
5. О. Бєлик («Шахтар»)
6. Діого Ринкон («Динамо»)
7. Г. Джамараулі («Металург» Д.)
8. Р. Ротань («Дніпро»)
9. Ш. Абхазава («Арсенал»)
10. С. Дірявка («Іллічівець»)

### 2003/04
1. В. Белькевич («Динамо»)
2. О. Рикун («Дніпро»)
3. З. Вукич («Шахтар»)
4. А. Тимощук («Шахтар»)
5. Діого Ринкон («Динамо»)
6. Г. Деметрадзе («Металург» Д.)
7. О. Гусєв («Динамо»)
8. М. Верпаковськис («Динамо»)
9. С. Федоров («Динамо»)
10. В. Єзерський («Дніпро»)

### 2004/05
1. А. Тимощук («Шахтар»)
2. О. Шовковський («Динамо»)
3. Ф. Матузалем («Шахтар»)
4. Діого Ринкон («Динамо»)
5. С. Закарлюка («Іллічівець»)
6. О. Косирін («Чорноморець»)
7. О. Шелаєв («Дніпро»)
8. А. Мендоса («Металург» Д.)
9. В. Сачко («Волинь»)
10. Р. Рац («Шахтар»)

### 2005/06
1. С. Ребров («Динамо»)
2. Ф. Матузалем («Шахтар»)
3. А. Тимощук («Шахтар»)
4. Е. Окодува («Арсенал»)
5. А. Русол («Дніпро»)
6. В. Кернозенко («Дніпро»)
7. Брандао («Шахтар»)
8. М. Левандовський («Шахтар»)
9. Клебер («Динамо»)
10. Елано («Шахтар»)

### 2006/07
1. С. Назаренко («Дніпро»)
2. О. Гусєв («Динамо»)
3. А. Русол («Дніпро»)
4. Ф. Матузалем («Шахтар»)
5. Т. Михалик («Динамо»)
6. О. Гладкий («Харків»)
7. С. Ганцарчик («Металіст»)
8. Р. Батиста («Карпати»)
9. В. Бордіян («Металіст»)
10. Л. Ковель («Карпати»)

### 2007/08
1. М. Девич («Металіст»)
2. Фернандиньо («Шахтар»)
3. Є. Селезньов («Арсенал»)
4. П. Гуйє («Металіст»)
5. В. Коритько («Чорноморець»)
6. Жадсон («Шахтар»)
7. О. Рикун («Металіст»)
8. Ілсиньо («Шахтар»)
9. Т. Гіоане («Динамо»)
10. Г. Едмар («Таврія» + «Металіст»)

## Опитування Української прем'єр-ліги з Держкомітетом фізкультури та спорту

### 2008/09
1. Д. Срна («Шахтар»)
2. А. Мілевський («Динамо»)
3. О. Алієв («Динамо»)
4. С. Богуш («Динамо»)
5. О. Ковпак («Таврія»)
6. Д. Чигринський («Шахтар»)
7. І. Бангура («Динамо»)
8. Д. Коельо («Металіст»)
9. О. Вукоєвич («Динамо»)
10. Т. Хюбшман («Шахтар»)

### 2009/10
1. А. Федецький («Карпати»)
2. О. Шовковський («Динамо»)
3. Д. Срна («Шахтар»)
4. Є. Коноплянка («Дніпро»)
5. А. Мілевський («Динамо»)
6. М. Калиниченко («Дніпро»)
7. Д. Коельо («Металіст»)
8. Д. Кожанов («Карпати»)
9. О. Горяїнов («Металіст»)
10. Г. Мхитарян («Металург» Д.)

### 2010/11
1. О. Гусєв («Динамо»)
2. Вілліан («Шахтар»)
3. А. П'ятов («Шахтар»)
4. Д. Срна («Шахтар»)
5. Р. Єременко («Динамо»)
6. Я. Ракицький («Шахтар»)
7. М. Девич («Металіст»)
8. Є. Селезньов («Дніпро»)
9. В. Денисов («Дніпро»)
10. К. Вільягра («Металіст»)

### 2011/12
1. Є. Коноплянка («Дніпро»)
2. А. Ярмоленко («Динамо»)
3. О. Шовковський («Динамо»)
4. Вілліан («Шахтар»)
5. Фернандиньо («Шахтар»)
6. Г. Мхитарян («Шахтар»)
7. Тайсон («Металіст»)
8. Д. Коста («Шахтар»)
9. Майкон («Волинь»)
10. Р. Безус («Ворскла»)

### 2012/13
1. Г. Мхитарян («Шахтар»)
2. К. Шав'єр («Металіст»)
3. Фернандиньо («Шахтар»)
4. А. Ярмоленко («Динамо»)
5. М. Коваль («Динамо»)
6. Х. Соса («Металіст»)
7. Р. Зозуля («Дніпро»)
8. Р. Худжамов («Іллічівець»)
9. Б. Ідейє («Динамо»)
10. Я. Лаштувка («Дніпро»)

### 2013/14
1. Р. Ротань («Дніпро»)
2. Жуліано («Дніпро»)
3. А. Ярмоленко («Динамо»)
4. Ж. Мораєс («Металург» Д.)
5. Є. Коноплянка («Дніпро»)
6. Р. Зозуля («Дніпро»)
7. Л. Адріано («Шахтар»)
8. Матеус («Дніпро»)
9. С. Бланко («Металіст»)
10. Д. Мбокані («Динамо»)

### 2014/15
1. А. Ярмоленко («Динамо»)
2. Є. Коноплянка («Дніпро»)
3. О. Шовковський («Динамо»)
4. А. Тейшейра («Шахтар»)
5. Д. Бойко («Дніпро»)
6. А. Драгович («Динамо»)
7. Н. Калинич («Дніпро»)
8. Р. Малиновський («Зоря»)
9. Е. Бікфалві («Волинь»)
10. А. Кравець («Динамо»)

### 2015/16
1. А. Ярмоленко («Динамо»)
2. А. Тейшейра («Шахтар»)
3. Матеус («Дніпро»)
4. Марлос («Шахтар»)
5. Едуардо («Шахтар»)
6. О. Шовковський («Динамо»)
7. Тайсон («Шахтар»)
8. П. Будківський («Зоря»)
9. М. Шевченко («Зоря»)
10. О. Гусєв («Динамо»)

## Опитування Української прем'єр-ліги

### 2016/17
1. А. Ярмоленко («Динамо»)
2. Марлос («Шахтар»)
3. Д. Срна («Шахтар»)
4. Фред («Шахтар»)
5. Д. Віда («Динамо»)
6. Тайсон («Шахтар»)
7. Т. Степаненко («Шахтар»)
8. Д. Бонавентуре («Зоря»)
9. Д. Гармаш («Динамо»)
10. С. Сидорчук («Динамо»)

### 2017/18
1. Марлос («Шахтар»)
2. В. Циганков («Динамо»)
3. Фред («Шахтар»)
4. Ф. Феррейра («Шахтар»)
5. Тайсон («Шахтар»)
6. Ісмаїлі («Шахтар»)
7. Іурі («Зоря»)
8. А. Тотовицький («Маріуполь»)
9. В. Шепелєв («Динамо»)
10. Б. Бутко («Шахтар»)

### 2018/19
1. В. Циганков («Динамо»)
2. Тайсон («Шахтар»)
3. Ж. Мораєс («Шахтар»)
4. М. Швед («Карпати»)
5. Є. Банада («Олександрія»)
6. Ісмаїлі («Шахтар»)
7. О. Караваєв («Зоря»)
8. Т. Кендзьора («Динамо»)
9. В. Миколенко («Динамо»)
10. Ю. Паньків («Олександрія»)

### 2019/20
1. Тайсон («Шахтар»)
2. Ж. Мораєс («Шахтар»)
3. В. Миколенко («Динамо»)
4. Марлос («Шахтар»)
5. О. Філіппов («Десна»)
6. Ісмаїлі («Шахтар»)
7. Б. Вербич («Динамо»)
8. Б. Леднєв («Зоря»)
9. В. Циганков («Динамо»)
10. Є. Чеберко («Зоря»)

### 2020/21
1. В. Буяльський («Динамо»)
2. В. Кулач («Ворскла»)
3. С. Сидорчук («Динамо»)
4. В. Циганков («Динамо»)
5. В. Юрченко («Зоря»)
6. В. Миколенко («Динамо»)
7. В. Кочергін («Зоря»)
8. І. Забарний («Динамо»)
9. Додо («Шахтар»)
10. А. Тотовицький («Десна»)

### 2021/22
Не визначали

### 2022/23
1. А. Довбик («Дніпро-1») — 28 (6+4+2)
2. О. Піхальонок («Дніпро-1») — 28 (6+4+2)
3. Г. Судаков («Шахтар») — 12 (2+2+2)
4. М. Мудрик («Шахтар») — 8 (2+1+0)
5-6. В. Буяльський («Динамо») — 7 (0+3+1)
5-6. Н. Русин («Зоря») — 7 (1+1+2)

### Цікаві факти
- загальна кількість футболістів-переможців — 23;
- найчастіше приз вигравав Валентин Белькевич — 5 разів;
- загальна кількість команд-переможниць — 8;
- найчастіше лауреатами ставали представники київського «Динамо» — 16 разів.

## Найкращі за позиціями
Найкращі за позиціями — нагороди провідним захисникам, півзахисникам та нападникам чемпіонату України. За підсумком весняного сезону 1992 року були присуджені національним Держкомітетом фізкультури та спорту. Надалі це ж відомство організовувало опитування спільно зі «Спортивною газетою», Професіональною футбольною лігою України та Українською прем'єр-лігою. Базою для виявлення топ-виконавців за позиціями є 10-ки найкращих гравців чемпіонату. Серед номінацій немає воротарської, оскільки існує окремий плебісцит — Голкіпер сезону в Україні.

## Лауреати
| Сезон | Захисники                | Півзахисники               | Нападники                   |
| --- | ------------------------ | -------------------------- | --------------------------- |
| За опитуванням Держкомітету фізкультури та спорту України                                                    |                          |                            |                             |
| 1992 (весна)                                                                                                 | А. Цвейба («Динамо»)     | С. Шевченко («Таврія»)     | І. Цимбалар («Чорноморець») |
| За опитуванням «Спортивної газети» спільно з Держкомітетом фізкультури та спорту                             |                          |                            |                             |
| 1992/93 | О. Лужний («Динамо»)     | А. Полунін («Дніпро»)      | В. Леоненко («Динамо»)      |
| 1993/94 | О. Лужний («Динамо»)     | А. Полунін («Дніпро»)      | В. Леоненко («Динамо»)      |
| 1994/95 | О. Головко («Таврія»)    | А. Полунін («Дніпро»)      | В. Леоненко («Динамо»)      |
| 1995/96 | В. Скрипник («Дніпро»)   | А. Полунін («Дніпро»)      | Т. Гусейнов («Чорноморець») |
| За опитуванням Професіональної футбольної ліги України спільно з Держкомітетом фізкультури та спорту України |                          |                            |                             |
| 1996/97 | О. Лужний («Динамо»)     | Ю. Калитвинцев («Динамо»)  | С. Ребров («Динамо»)        |
| 1997/98 | В. Ващук («Динамо»)      | А. Гусін («Динамо»)        | С. Ребров («Динамо»)        |
| 1998/99 | К. Каладзе («Динамо»)    | О. Хацкевич («Динамо»)     | А. Шевченко («Динамо»)      |
| 1999/00 | С. Попов («Шахтар»)      | В. Белькевич («Динамо»)    | С. Ребров («Динамо»)        |
| 2000/01 | В. Геращенко («Дніпро»)  | В. Белькевич («Динамо»)    | А. Воробей («Шахтар»)       |
| 2001/02 | А. Ндіайє («Шахтар»)     | В. Белькевич («Динамо»)    | С. Шищенко («Металург» Д.)  |
| 2002/03 | Г. Гавранчич («Динамо»)  | В. Белькевич («Динамо»)    | О. Венглинський («Дніпро»)  |
| 2003/04 | С. Федоров («Динамо»)    | В. Белькевич («Динамо»)    | Діого Ринкон («Динамо»)     |
| 2004/05 | Р. Рац («Шахтар»)        | А. Тимощук («Шахтар»)      | Діого Ринкон («Динамо»)     |
| 2005/06 | А. Русол («Дніпро»)      | Ф. Матузалем («Шахтар»)    | С. Ребров («Динамо»)        |
| 2006/07 | А. Русол («Дніпро»)      | С. Назаренко («Дніпро»)    | О. Гладкий («Харків»)       |
| 2007/08 | П. Гуйє («Металіст»)     | Фернандиньо («Шахтар»)     | М. Девич («Металіст»)       |
| За опитуванням Української прем'єр-ліги спільно з Держкомітетом фізкультури та спорту України                |                          |                            |                             |
| 2008/09 | Д. Срна («Шахтар»)       | О. Алієв («Динамо»)        | А. Мілевський («Динамо»)    |
| 2009/10 | А. Федецький («Карпати») | Є. Коноплянка («Дніпро»)   | А. Мілевський («Динамо»)    |
| 2010/11 | Д. Срна («Шахтар»)       | О. Гусєв («Динамо»)        | М. Девич («Металіст»)       |
| 2011/12 | Д. Срна («Шахтар»)       | Є. Коноплянка («Дніпро»)   | А. Ярмоленко («Динамо»)     |
| 2012/13 | Д. Срна («Шахтар»)       | К. Шав'єр («Металіст»)     | Г. Мхитарян («Шахтар»)      |
| 2013/14 | М. Азеведо («Металіст»)  | Р. Ротань («Дніпро»)       | А. Ярмоленко («Динамо»)     |
| 2014/15 | А. Драгович («Динамо»)   | Є. Коноплянка («Дніпро»)   | А. Ярмоленко («Динамо»)     |
| 2015/16 | М. Каменюка («Зоря»)     | Матеус («Дніпро»)          | А. Ярмоленко («Динамо»)     |
| За опитуванням Української прем'єр-ліги                                                                      |                          |                            |                             |
| 2016/17 | Д. Срна («Шахтар»)       | Марлос («Шахтар»)          | А. Ярмоленко («Динамо»)     |
| 2017/18 | Ісмаїлі («Шахтар»)       | Марлос («Шахтар»)          | Ф. Феррейра («Шахтар»)      |
| 2018/19 | Ісмаїлі («Шахтар»)       | В. Циганков («Динамо»)     | Ж. Мораєс («Шахтар»)        |
| 2019/20 | В. Миколенко («Динамо»)  | Тайсон («Шахтар»)          | Ж. Мораєс («Шахтар»)        |
| 2020/21 | В. Миколенко («Динамо»)  | В. Буяльський («Динамо»)   | В. Кулач («Ворскла»)        |
| 2021/22 | не визначали             | не визначали               | не визначали                |
| 2022/23 | В. Адамюк («Дніпро-1»)   | О. Піхальонок («Дніпро-1») | А. Довбик («Дніпро-1»)      |

## Молодий футболіст сезону в Україні
Молодий футболіст сезону в Україні — нагорода найкращому гравцеві національного чемпіонату до 21 року. Її присуджує Українська прем'єр-ліга, перед тим — Професіональна футбольна ліга України, «Спортивна газета» та Держкомітет фізкультури та спорту України. За умовами конкурсу, при виборі лауреата не має значення громадянство.

## Опитування Держкомітету фізкультури та спорту України

### 1992 (весна)
1. С. Ребров («Шахтар»)
2. О. Помазун («Металіст»)
3. С. Щербаков («Шахтар»)
4. О. Головко («Таврія»)
5. Ю. Никифоров («Чорноморець»)

## Опитування «Спортивної газети»

### 1992/93
1. С. Мізін («Динамо») — 6 очок
2. О. Мочуляк («Нива» Т.) — 3
3. О. Свистунов («Верес») — 2
4. А. Василитчук («Нива» Т.) — 1
5. Є. Горячилов («Металург» З.) — 1
6. В. Махонін («Зоря-МАЛС») — 1
7. І. Ніченко («Кривбас») — 1
8. А. Полунін («Дніпро») — 1
9. Є. Похлєбаєв («Дніпро») — 1
10. В. Прудиус («Металіст») — 1
11. Т. Шейхаметов («Таврія») — 1

### 1993/94
1. В. Косовський («Нива» В.)
2. С. Онопко («Шахтар»)
3. Д. Парфенов («Чорноморець»)
4. Д. Шутков («Шахтар»)
5. О. Шовковський («Динамо»)

### 1994/95
1. А. Шевченко («Динамо») — 10
2. Ю. Дмитрулін («Динамо») — 5
3. О. Шовковський («Динамо») — 3
4. Д. Парфенов («Чорноморець») — 2

### 1995/96
1. А. Шевченко («Динамо») — 21
2. Г. Зубов («Шахтар») — 7
3. І. Костюк («Динамо») — 6
4. В. Полтавець («Металург» З.) — 4
5. С. Федоров (ЦСКА-Борисфен) — 3
6. О. Шовковський («Динамо») — 2

## Опитування Професіональної футбольної ліги України

### 1996/97
1. А. Шевченко («Динамо»)
2. Я. Кріпак («Металург» З.)
3. Г. Мороз («Дніпро»)

### 1997/98
1. К. Каладзе («Динамо»)
2. Г. Зубов («Шахтар»)
3. В. Єзерський («Карпати»)

### 1998/99
1. А. Воробей («Шахтар»)
2. К. Каладзе («Динамо»)
3. Є. Котов («Шахтар»)

### 1999/00
1. А. Тимощук («Шахтар»)
2. А. Несмачний («Динамо»)
3. А. Монахов («Кривбас»)

### 2000/01
1. Ф. Чернат («Динамо»)
2. Д. Агахова («Шахтар»)
3. Р. Монарьов (ЦСКА)

### 2001/02
1. О. Бєлик («Шахтар») — 34
2. Т. Гіоане («Динамо») — 20
3. Р. Ротань («Дніпро») — 11
4. О. Годін («Металург» З.) — 8
5. Т. Кабанов («Карпати») — 5
6. І. Бажан («Таврія») — 4
7. В. Лисицький («Динамо») — 2

### 2002/03
1. А. Пуканич («Шахтар»)
2. Е. Окодува («Арсенал»)
3. О. Гай («Шахтар»)

### 2003/04
1. О. Гусєв («Динамо»)
2. А. Русол («Дніпро»)
3. О. Яценко («Динамо»)

### 2004/05
1. А. Юссуф («Динамо»)
2. О. Карамушка («Борисфен»)
3. П. Гуйє («Волинь»)

### 2005/06
1. А. Мілевський («Динамо»)
2. Б. Шуст («Шахтар»)
3. Ч. Марика («Шахтар»)

### 2006/07
1. Л. Ковель («Карпати»)
2. О. Гладкий («Харків»)
3. Д. Чигринський («Шахтар»)

### 2007/08
1. О. Гладкий («Шахтар»)
2. В. Денисов («Дніпро»)
3. А. Кравець («Динамо»)

## Опитування Української прем'єр-ліги

### 2008/09
1. Вілліан («Шахтар») — 36 (10 перших місць + 2 другі + 2 треті)
2. А. Янузі («Ворскла») — 24 (4+6+0)
3. М. Пашаєв («Дніпро») — 20 (1+5+7)
4. С. Кривцов («Металург» З.) — 16 (1+3+7)

### 2009/10
1. А. Ярмоленко («Динамо») — 28 (6+4+2)
2. Є. Коноплянка («Дніпро») — 27 (6+3+3)
3. Я. Ракицький («Шахтар») — 24 (4+5+2)
4. С. Зеньов («Карпати») — 9 (0+2+5)
5. Р. Зозуля («Динамо») — 7 (0+2+3)
6. Є. Шахов («Дніпро» + «Арсенал») — 1 (0+0+1)

### 2010/11
1. Є. Коноплянка («Дніпро») — 27 (8+1+1)
2. Я. Ракицький («Шахтар») — 18 (4+2+2)
3. А. Ярмоленко («Динамо») — 17 (2+2+7)
4. Б. Бутко («Волинь») — 13 (1+5+0)
5. Т. Степаненко («Шахтар») — 7 (0+3+1)
6. О. Голодюк («Карпати») — 3 (1+0+0)
7. М. Ів. Білий («Зоря») — 3 (0+1+1)
8. Р. Безус («Ворскла») — 2 (0+1+0)
9. В. Віценець («Зоря» + «Шахтар») — 2 (0+1+0)
10. А. Богданов («Арсенал») — 2 (0+0+2)
11. Д. Коста («Шахтар») — 1 (0+0+1)
12. Є. Селін («Ворскла») — 1 (0+0+1)

### 2011/12
1. Р. Безус («Ворскла») — 18 (6+0+0)
2. Б. Бутко («Іллічівець») — 17 (4+2+1)
3. А. Богданов («Арсенал») — 15 (2+3+3)
4. В. Приндета («Волинь») — 8 (2+0+2)
5. В. Іванко («Металург» Д.) — 8 (1+2+1)
6. В. Прийма («Металург» Д.) — 6 (1+1+1)
7. Д. Гармаш («Динамо») — 4 (0+2+0)
8. М. Ів. Білий («Зоря») — 3 (0+1+1)
9. М. Іг. Білий («Зоря») — 3 (0+1+1)
10. О. Баранник («Ворскла») — 2 (0+1+0)
11. М. Коваль («Динамо») — 2 (0+1+0)
12. І. Озарків («Карпати») — 2 (0+1+0)
13. І. Пластун («Оболонь») — 2 (0+1+0)
14. І. Петряк («Зоря») — 2 (0+0+2)
15. В. Федотов («Іллічівець») — 2 (0+0+2)
16. В. Кулач («Шахтар») — 1 (0+0+1)
17. О. Насонов («Волинь») — 1 (0+0+1)

### 2012/13
1. Е. Соболь («Металург» З. + «Шахтар») — 18 (5+1+1)
2. М. Коваль («Динамо») — 16 (4+2+0)
3. Д. Гречишкін («Іллічівець» + «Шахтар») — 11 (2+2+1)
4. Т. Окріашвілі («Іллічівець») — 10 (1+3+1)
5. Дуду («Динамо») — 9 (1+3+0)
6. І. Ордець («Іллічівець») — 9 (1+1+4)
7. О. Насонов («Волинь») — 8 (1+2+1)
8. М. Бабатунде («Кривбас») — 8 (1+1+3)
9. А. Цуриков («Металург» З. + «Динамо») — 7 (0+1+5)

### 2013/14
1. С. Болбат («Металург» Д.) — 28
2. В. Кулач («Іллічівець») — 18
3. В. Чурко («Іллічівець») — 14

### 2014/15
1. В. Лучкевич («Дніпро») — 29 (5+7+0)
2. М. Швед («Карпати») — 13 (3+2+0)
3. С. Мякушко («Говерла») — 8 (2+1+0)
4. О. Сваток («Дніпро») — 7 (1+1+2)
5. А. Бесєдін («Металіст») — 6 (1+1+1)
6. А. Близниченко («Дніпро») — 6 (1+1+1)
7. В. Коваленко («Шахтар») — 6 (1+1+1)
8. І. Петряк («Зоря») — 5 (0+0+5)
9. Є. Чумак («Динамо») — 4 (0+0+4)

### 2015/16
1. В. Коваленко («Шахтар») — 27 (8+0+3)
2. І. Петряк («Зоря») — 23 (3+7+0)
3. В. Лучкевич («Дніпро») — 20 (2+4+6)
4. Д. Гонсалес («Динамо») — 8 (0+2+4)

### 2016/17
1. А. Довбик («Дніпро»)
2. А. Лунін («Дніпро»)
3. В. Шепелєв («Динамо»)

### 2017/18
1. В. Циганков («Динамо»)
2. М. Шапаренко («Динамо»)
3. А. Лунін («Зоря»)
4. Х. Карраскаль («Карпати»)
5. М. Швед («Карпати»)
6. В. Шепелєв («Динамо»)
7. А. Бесєдін («Динамо»)
8. М. Матвієнко («Ворскла» + «Шахтар»)
9. Є. Протасов («Олександрія»)

### 2018/19
1. В. Миколенко («Динамо») – 20
2. М. Швед («Карпати») – 9
3. М. Шапаренко («Динамо») – 5

### 2019/20
1. В. Супряга («Дніпро-1») – 16
2. В. Миколенко («Динамо») – 9
3. М. Антоніо («Шахтар») – 5
4. Г. Цитаїшвілі («Динамо») – 5
5. Д. Попов («Динамо») – 5

### 2020/21
1. І. Забарний («Динамо»)
2. А. Трубін («Шахтар»)
3. А. Бондаренко («Маріуполь»)
4. О. Очеретько («Маріуполь»)
5. Аллахяр («Зоря»)
6. Ю. Конопля («Десна»)
7. В. Миколенко («Динамо»)
8. М. Мудрик («Десна» + «Шахтар»)
9. О. Притула («Рух»)
10. І. Кане («Ворскла»)

### 2021/22
Не визначали

### 2022/23
1. Г. Судаков («Шахтар») — 20 (5+2+1)
2. В. Бражко («Зоря») — 14 (4+1+0)
3. Н. Волошин («Кривбас» + «Динамо») — 8 (2+1+0)
4. В. Ванат («Динамо») — 6 (0+2+2)
5-6. В. Рубчинський («Дніпро-1») — 5 (1+1+0)
5-6. М. Сапуга («Рух») — 5 (1+1+0)

### Цікаві факти
- загальна кількість футболістів-переможців — 29;
- найчастіше приз вигравав Андрій Шевченко — 3 рази;
- загальна кількість команд-переможниць — 9;
- найчастіше лауреатами ставали представники київського «Динамо» — 13 разів;
- одна з вимог до лауреатів і номінантів — це мають бути гравці віком до 21 року — не завжди дотримувалась, а найбільша невідповідність виникла в референдумі сезону-1992/93, де згадується 27-літній Талят Шейхаметов.